# 劉士篤
劉士篤（1908年—？年），名芳科，號士篤。四川省潼南縣雙江鎮人，法學家。曾任律師，監察院監察委員、立法院立法委員。

## 生平
- 1930年，畢業于國立中央大學法律系
- 法官訓練所第三屆畢業，中央訓練團黨政班第二期畢業
- 1931年，回川後任潼南縣立初級中學校長
- 濟南地方法院推事、德縣地方法院推事
- 民國廿四年（1935年）10月19日，四川省萬縣地方法院檢察官[2]
- 民國廿五年（1936年）7月25日，四川高等法院第二分院檢察官[3]
- 資中地方法院首席檢察官
- 民國廿六年（1937年）2月8日，四川省縣長考試放榜，錄取九人，列第三名[4]
- 民國廿七年（1938年）12月15日，署任北川縣縣長[5]。
- 民國三十年（1941年）7月17日，免北川縣縣長[6]。
- 抗日戰爭時，與大學同學傅況麟在重慶合組律師事務所，從事律師業務。
- 民國卅五年（1946年）3月21日，任監察院監察委員[7]。
- 中國國民黨六屆三中全會提案委員會起草提案兼任對日和約審查委員會審查委員
- 民國卅五年（1946年）6月9日，中國民主運動協會在重慶成立，劉士駕為副理事長[8]
- 民國卅七年（1948年），當選四川省第九選區立法委員，出席第1屆第1會期民法委員會、外交委員會、內政及地方自治委員會
- 民國55年（1966年），以其留居大陸並經行政院調查局查明附匪，註銷立法委員名籍[9][10][1]

## 著作
- 『比較憲法』
- 『新中國憲法論 一名，建國制度論』，傅況麟，劉士篤合著。中國書店，1945
- 『新中國憲法初案』， 劉士篤律師事務所，1946
- 『新中國憲法論』， 讀者之友社